# ТЕС Розіньяно
ТЕС Розіньяно — теплова електростанція в центральній частині Італії у регіоні Тоскана, провінція Ліворно. Споруджена з використанням технології комбінованого парогазового циклу.
Введена в експлуатацію у 2007 році, станція має один блок номінальною потужністю 386 МВт. У ньому встановлена одна газова турбіна потужністю 263 МВт, яка через котел-утилізатор живить одну парову з показником 133,5 МВт. Загальна паливна ефективність ТЕС при виробництві електроенергії становить 53,3 %, крім того,  станція постачає тепло для системи централізованого опалення. 
Як паливо ТЕС споживає природний газ.
Для охолодження використовується морська вода, котра подається за допомогою інфраструктури хімічної компанії Solvay, на території індустріального комплексу якої знаходиться майданчик ТЕС (варто відзначити, що у складі комплексу Solvay працює введена десятком років раніше ТЕС Розен, котра забезпечує потреби хімічного виробництва в електроенергії та парі).
Зв'язок з енергомережею відбувається по ЛЕП, розрахованій на роботу із напругою 380 кВ.